# Doverkanalen

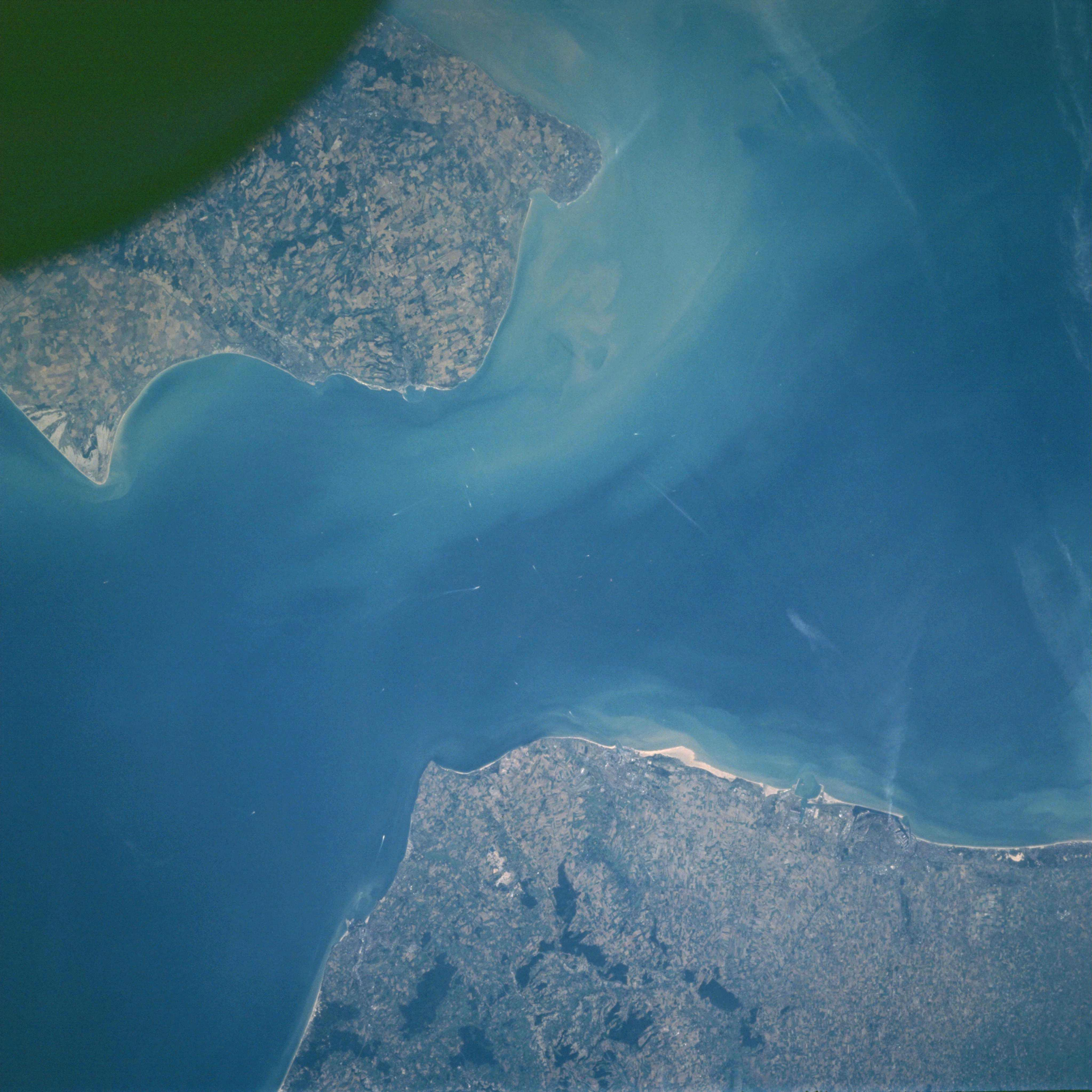
Satellitbild över Doverkanalen.

Doverkanalen (engelska: Strait of Dover, franska: Pas de Calais) är sundet mellan Dover i England och Calais i Frankrike. Det utgör den smalaste delen av Engelska kanalen. En järnvägstunnel, Kanaltunneln, förbinder engelska Folkestone och franska Calais under sundet. Namnet till trots har Doverkanalen inget med kanal att göra.
Avståndet mellan kusterna är cirka 31 kilometer. Tröskeldjupet är 65 meter och medeldjupet tvärs över sundet på smalaste stället är 35 meter. Tidvattenvariationerna är markanta och tidvattenströmmarna är upp till 3 knop.